# صخرة التكوين

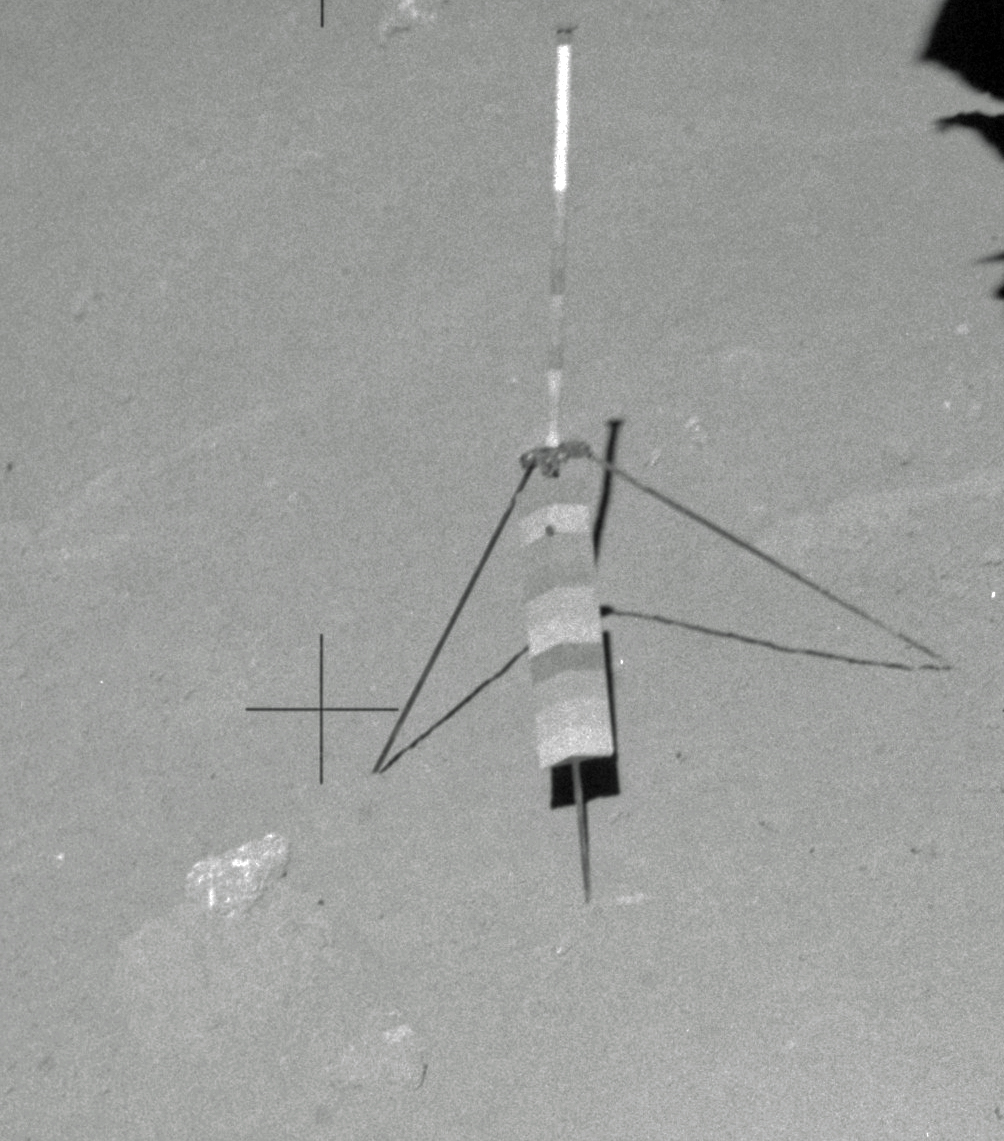
صخرة التكوين على سطح القمر قبل أخذ العينات (يسار جونوما، الذي استعمل لقياس الحجم في الصور)

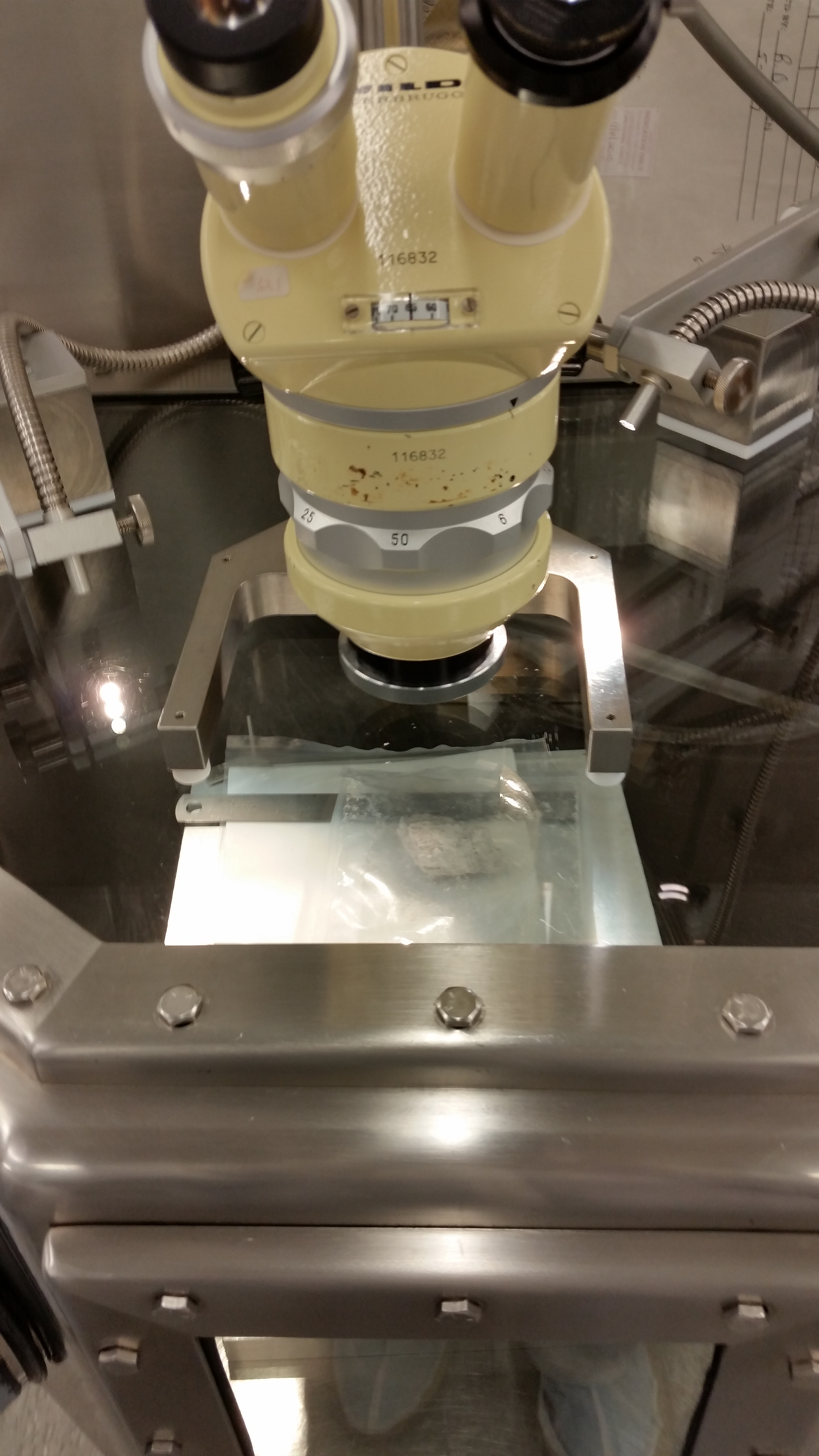
جزء من صخرة التكوين معروضة في منشأة مختبر العينات القمرية

صخرة التكوين هي عينة من قشرة سطح القمر الأصلية يرجع تكوينها إلى الوقت الذي شكل فيه القمر. نقلت إلى الأرض من القمر خلال مهمة أبولو 15 من قبل رواد الفضاء جيمس إروين وديفيد سكوت. التحليل الكيميائي لصخرة التكوين يشير إلى أن الصخرة من نوع الآنورثوسايت، وتتألف في معظمها من الفلدسبار والأنورثيت. لقد تشكلت الصخرة في المراحل المبكرة للنظام الشمسي في ما لا يقل عن 4 مليار سنة مضت. وقد التقطت من حفرة على سطح القمر بالقرب من صخور أخرى من نفس النوع.